# Synode von Karthago (253)
Die Synode von Karthago des Jahres 253 befasste sich wie schon die beiden Vorgänger mit dem Problem der Lapsi.

## Vorgeschichte
Bezüglich der Vorgeschichte kann auf die Artikel Synode von Karthago (251) und Synode von Karthago (252) verwiesen werden.
Wie schon die Synoden von 251 und 252 ist auch die Synode von 253 nur durch Erkenntnisse aus den Briefsammlungen des damaligen Bischofs von Karthago, Cyprian überliefert. In Frage kommen nach einer Untersuchung Luc Duquennes die Briefe 56 und 57. Das bisherige Schrifttum ging dagegen davon aus, dass sich beide Briefe auf die Synode von 252 beziehen.
In Brief 56 geht es erneut um das Problem der Lapsi. Konkret hatten sich sechs Bischöfe erkundigt, wie in einem Fall von drei Lapsi namens Ninus, Florus und Clementianus zu verfahren sei. Alle drei waren in der Christenverfolgung unter Decius erst unter der Folter schwach geworden und hatten die geforderten heidnischen Opfer dargebracht. Gemäß den Beschlüssen der Synode von 251 hatten sie bereits drei Jahre Buße geleistet. Die Bischöfe fragten nunmehr bei Cyprian, der als Bischof der Provinzhauptstadt Karthago (Provinz Africa Prokonsularis) eine oberbischöfliche Funktion innehatte, nach, ob die mildernden Umstände dieses Falles eine frühere Wiederaufnahme (Rekonziliation) in die Gemeinschaft ermögliche. Cyprian äußerte sich in seinem Brief positiv, wollte jedoch die Frage wiederum einer Synode vorlegen.

## Die Synode
Nach den Erkenntnissen Duquennes trat die Synode im Frühjahr 253 zusammen. Cyprians Brief 57 stellt ein Synodalschreiben dar, dass an Papst Cornelius († Sommer 253) adressiert ist. Im Briefkopf befindet sich die älteste vollständig überlieferte Liste von Konzilsteilnehmern. Es handelte sich um 41 Bischöfe aus dem nördlichen Teil der Provinz Africa Prokonsularis.
Die Synode behandelte die vorgelegte Frage der drei Lapsi und beschloss alsbald, einen Schlussstrich unter die bisherige Rekonziliationspraxis mit ihren langen Bußzeiten zu ziehen. Hintergrund war, dass 253 bereits mit einer neuen Welle von Christenverfolgungen gerechnet wurde. In dieser Situation glaubten die Synodenväter, dass die Gläubigen auf die Stärkung durch die kirchlichen Sakramente angewiesen seien. Diese aber wiederum wurden nur jenen gespendet, die sich in voller Einheit mit der Gemeinde befanden.
Die Synode beschloss daher in Modifizierung, nicht aber Aufhebung der Beschlüsse von 251, nach Prüfung der Einzelfälle die betreffenden Lapsi so bald wie möglich wieder in die Gemeinschaft aufzunehmen und sie so für den bevorstehenden Glaubenskampf zu stärken. Bischöfe, die sich dem nicht anschließen würden, hätten sich für ihre „unmenschliche Härte“ vor dem Gericht Gottes zu verantworten. Damit war die Frage der Lapsi endgültig zu einer Klärung gekommen.
Anders als von den Synodenvätern befürchtet, blieb eine neue Christenverfolgung in der Provinz 253 aus. Stattdessen begann sie in Rom, wo man sich, wie aus einem späteren Brief Cyprians hervorgeht, die modifizierte Behandlung der Lapsi in der karthagischen Provinz zu eigen gemacht hatte.